# 小行星9712
小行星9712（英語：9712 Nauplius）是一颗围绕太阳公转的小行星。1973年9月19日，C. J. 万·豪敦、I. 万·豪敦-格勒内费尔德、T. 赫雷爾斯在帕洛马山发现了此天体。
这颗小行星的绝对星等为273.8504199559741等。小行星9712以希臘神話的人物瑙普利奧斯（Nauplius）命名。